# Filinto Lima
Filinto Virgílio dos Ramos Lima (Oliveira do Douro) é um professor e diretor escolar, presidente da Associação Nacional de Diretores de Agrupamentos e Escolas Públicas. É Presidente da Junta de Freguesia de Oliveira do Douro  desde as Eleições Autárquicas de 2021.

## Percurso pessoal
Filinto Lima é licenciado em Direito, pós-graduado em Administração e Gestão Escolar e membro do órgão Conselho Executivo/Direção Executiva há 24 anos, 17 dos quais como presidente/diretor. É, atualmente, presidente da Associação Nacional de Diretores de Agrupamentos e Escolas Públicas.
Professor e diretor do Agrupamento de Escolas Dr. Costa Matos, em Vila Nova de Gaia, escola-piloto do Projeto de Autonomia e Flexibilidade Curricular, integrou o Conselho das Escolas durante dois mandatos.
Colabora assiduamente com o Público (jornal), Jornal de Notícias e outras publicações, com artigos sobre Educação.

## Obras publicadas

### Obras da autoria de Filinto Lima:
- Memórias de Um Presidente de Conselho Executivo.[6]

### Obras da co-autoria de Filinto Lima:
- Movimento Associativo - Um Património de Oliveira do Douro.[7]